# メレディス・コルケット
メレディス・コルケット（Meredith Bright Colket、1878年11月19日 - 1947年6月17日）は、アメリカ合衆国の陸上競技選手である。19世紀末から20世紀の初頭にかけて活躍した彼は、 1900年パリオリンピックの棒高跳で銀メダルを獲得した。

## 経歴
フィラデルフィア生まれのメレディス・コルケットは、1900年に開催されたパリオリンピックに参加した。棒高跳競技での金メダルは、3メートル25センチをクリアした同じくアメリカ代表のアーヴィング・バクスターとの争いになった。バクスターは当時のオリンピック記録と並ぶ3メートル30センチの記録を出して優勝し、コルケットは銀メダルとなった。
コルケットはその後、1901年にペンシルベニア大学を卒業した。彼は優秀なテニス選手でもあり、ペンシルベニア大学に初のテニスチームを作った人物である。
後に彼は、ジェネラル損害保険会社（en:CGU plc）の顧問として働いた。コルケットは心臓発作を起こして1947年に死去した。なお、コルケットの息子で同名のメレディス・B・コルケットJr.（1912年 - 1985年）は、系譜学者として有名になった。